# 杨敏曾
杨敏曾（1858年—1939年），字逊斋，男，浙江慈谿人，清末民国教育家、文史学者。先后在京师大学堂（今北京大学）、求是書院（今浙江大学）教授国文和历史。

## 生平
杨生于慈溪书香世家，先祖楊守勤，明朝万历三十二年（1604年）连中会试會元、殿试状元。曾祖父楊九畹，清朝嘉慶二十四年（1819年）己卯恩科一甲第二名進士（榜眼）。
杨于光绪五年（1879年）考中举人。1898年，出任宁波儲才学堂（今宁波中学）的首任监堂（即今日之校长）。杨在儲才学堂讲授多种科目，包括经学、史学、文学和舆地（即今地理学）。
1900年，杨赴北京，入京师大学堂（今北京大学）译学馆，讲授历史并著述。后回到浙江，先后在杭州求是書院和浙江高等学堂（均为今浙江大学前身）担任教员，教授国文。1917年时，杨担任国立北京大学文科预科教授，讲授历史。杨在上海担任过澄衷蒙学堂（今上海澄衷中学）的教务长。
辛亥革命之后，1912年，杨敏曾出任中华民国之第一任慈谿縣县长。
1933年，支持创办慈谿縣立初中（今宁波慈湖中学）。

## 家庭
杨有六子二女。其中长女杨品仙，曾任效实中学教师，1902年嫁与蒋介石之“文胆”陈布雷。
孙辈有杨学纯。

## 代表著作
- 《中国史讲义》（上世史、中世史），京师大学堂刊印
- 《镇海县志》，45卷首1卷，为杨在1918年至1923年间编撰
- 《镇海县志序例》，发表于1935年《浙江图书馆馆刊》第二期
- 《自怡宝诗文稿》，杨的诗文集，因抗日战争而未刊印
- 《禹贡三江考》，载于《地学杂志》、《史地杂志》、《中国古代科技史论文索引》（1986年）
- 《皮锡瑞经学通论书后》，载于《国风半月刊》1934年第5期
- 《黄梨洲先生遗书书后》，载于《文澜学报》第1卷第1期
- 《范柳堂先生传》，载于《文澜学报》第3卷第2期
- 《林晋霞先生传》，载于《文澜学报》第2卷第2期